# Fixsenia iyonis
Fixsenia iyonis är en fjärilsart som beskrevs av Hidetoshi Ota och Kusunoki 1957. Fixsenia iyonis ingår i släktet Fixsenia och familjen juvelvingar. Inga underarter finns listade i Catalogue of Life.